# Championnats du monde de lutte 2007
Navigation
Édition précédente Édition suivante
Les championnats du monde de lutte de 2007 se sont tenus du 17 au 23 septembre 2007 au complexe sportif et d'exposition Heydar Aliyev, à Bakou, en Azerbaïdjan.

## Résultats

### Lutte libre femmes
| Épreuves | Or                        | Argent               | Bronze                   |
| -------- | ------------------------- | -------------------- | ------------------------ |
| 48 kg    | Chiharu Ichō              | Iryna Merleni        | Mayelis Caripá Castillo  |
| 48 kg    | Chiharu Ichō              | Iryna Merleni        | Xiaomei Li               |
| 51 kg    | Hitomi Sakamoto           | Xueceng Ren          | Anne-Catherine Deluntsch |
| 51 kg    | Hitomi Sakamoto           | Xueceng Ren          | Erica Sharp              |
| 55 kg    | Saori Yoshida             | Ida Therese Karlsson | Natalia Golts            |
| 55 kg    | Saori Yoshida             | Ida Therese Karlsson | Olga Smirnova            |
| 59 kg    | Audrey Bokhashvili-Prieto | Stephanie Gross      | Dorj Narmandakh          |
| 59 kg    | Audrey Bokhashvili-Prieto | Stephanie Gross      | Nataliya Synyshyn        |
| 63 kg    | Kaori Ichō                | Yelena Shalygina     | Sara McMann              |
| 63 kg    | Kaori Ichō                | Yelena Shalygina     | Monika Rogien            |
| 67 kg    | Ruixue Jing               | Martine Dugrenier    | Natalia Kuksina          |
| 67 kg    | Ruixue Jing               | Martine Dugrenier    | Katie Downing            |
| 72 kg    | Stanka Zlateva            | Kristie Marano       | Guzel Manyurova          |
| 72 kg    | Stanka Zlateva            | Kristie Marano       | Olga Zhanibekova         |

### Lutte libre hommes
| Épreuves | Or                    | Argent                  | Bronze                   |
| -------- | --------------------- | ----------------------- | ------------------------ |
| 55 kg    | Besik Kudukhov        | Bayaraa Nayanbaatar     | Rizvan Gadzhiev          |
| 55 kg    | Besik Kudukhov        | Bayaraa Nayanbaatar     | Andy Moreno González     |
| 60 kg    | Mavlet Batirov        | Anatolie Guidea         | Bazar Bazarguruev        |
| 60 kg    | Mavlet Batirov        | Anatolie Guidea         | Sait Prizreni            |
| 66 kg    | Ramazan Şahin         | Geandry Garzón          | Otar Tushishvili         |
| 66 kg    | Ramazan Şahin         | Geandry Garzón          | Irbek Farniev            |
| 74 kg    | Makhach Murtazaliev   | Ibragim Aldatov         | Iván Fundora Zaldivar    |
| 74 kg    | Makhach Murtazaliev   | Ibragim Aldatov         | Çamsulvara Çamsulvarayev |
| 84 kg    | Georgi Ketoev         | Jousop Abdusalomov      | Zaurbek Sokhiev          |
| 84 kg    | Georgi Ketoev         | Jousop Abdusalomov      | Reza Yazdani             |
| 96 kg    | Khadzhimurat Gatsalov | Saeid Abrahimi          | Kurban Kurbanov          |
| 96 kg    | Khadzhimurat Gatsalov | Saeid Abrahimi          | Daniel Cormier           |
| 120 kg   | Bilyal Makhov         | Alexis Rodríguez Valera | Vadim Tasoyev            |
| 120 kg   | Bilyal Makhov         | Alexis Rodríguez Valera | Artur Taymazov           |

### Lutte gréco-romaine
| Épreuves | Or                      | Argent             | Bronze                |
| -------- | ----------------------- | ------------------ | --------------------- |
| 55 kg    | Hamid Soryan Reihanpour | Eun-Cheol Park     | Nazir Mankiev         |
| 55 kg    | Hamid Soryan Reihanpour | Eun-Cheol Park     | Kristijan Fris        |
| 60 kg    | David Bedinadze         | Makoto Sasamoto    | Ji-hyun Jung          |
| 60 kg    | David Bedinadze         | Makoto Sasamoto    | Eusebiu Diaconu       |
| 66 kg    | Fərid Mansurov          | Steeve Guénot      | Nikolay Gergov        |
| 66 kg    | Fərid Mansurov          | Steeve Guénot      | Justin Harry Lester   |
| 74 kg    | Yavor Yanakiev          | Mark Madsen        | Valdemaras Venckaitis |
| 74 kg    | Yavor Yanakiev          | Mark Madsen        | Christophe Guénot     |
| 84 kg    | Aleksey Mishin          | Brad Vering        | Saman Tahmasebi       |
| 84 kg    | Aleksey Mishin          | Brad Vering        | Badri Khasaia         |
| 96 kg    | Ramaz Nozadze           | Mindaugas Ežerskis | Ghasem Rezaei         |
| 96 kg    | Ramaz Nozadze           | Mindaugas Ežerskis | Marek Švec            |
| 120 kg   | Mijaín López            | Khasan Baroyev     | Dremiel Byers         |
| 120 kg   | Mijaín López            | Khasan Baroyev     | Yury Patrikeyev       |